# كلارنس س. بوب
كلارنس س. بوب (بالإنجليزية: Clarence C. Pope)‏ هو قسيس أمريكي، ولد في 26 أكتوبر 1929 في شريفبورت في الولايات المتحدة، وتوفي في 8 يناير 2012 في باتون روج في الولايات المتحدة.